# 萬平酒店

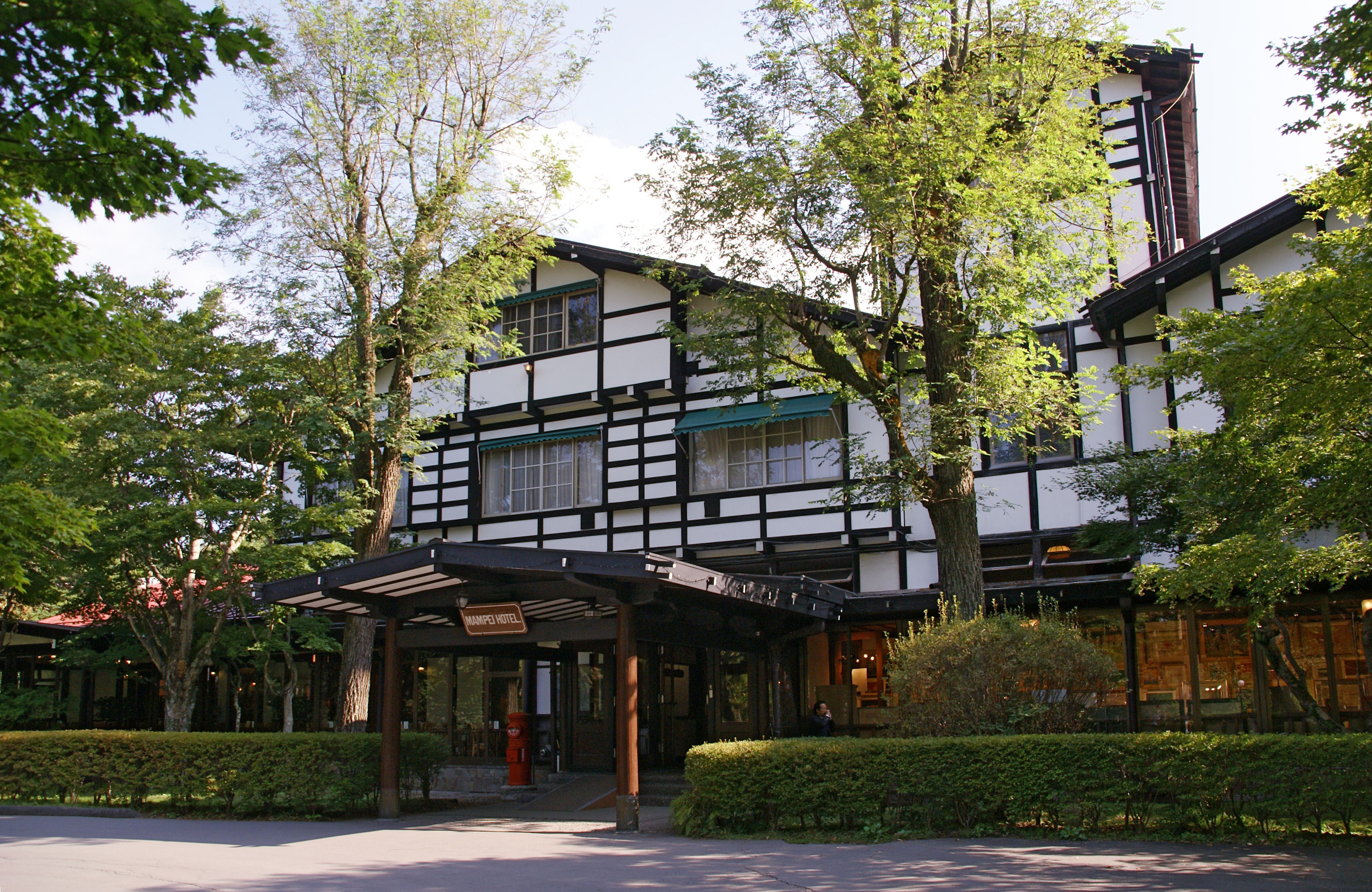

萬平酒店（日语：万平ホテル，まんぺいホテル）是位於日本長野縣北佐久郡輕井澤町的一座老牌酒店。這座酒店的歷史可以追溯至江戶時代後期。現在的萬平酒店開業於1894年，最初名為龜屋酒店。2023年1月4日開始，該酒店將暫時停業約一年半，進行大規模整修

## 外部連結
- 万平ホテル公式ホームページ （页面存档备份，存于）
- 万平ホテル （页面存档备份，存于） - 森トラスト